# Mojones Sur
Mojones Sur é uma junta de governo da província de Entre Ríos, na Argentina.